# Fred-Éric Salvail
Pour les articles homonymes, voir Salvail.
Fred-Éric Salvail (né en 1981 dans la province de Québec au Canada) est un comédien québécois. Il est le cofondateur de la compagnie Kalea Théâtre.
Il a été diplômé, en 2005, en interprétation à l'École nationale de théâtre du Canada.

## Filmographie

### Cinéma
- 2007 : Steak de Quentin Dupieux : un caïd
- 2008 : Tout est parfait d'Yves Christian Fournier : Éric
- 2008 : Demain de Maxime Giroux : Simon
- 2009 : Demande à ceux qui restent
- 2010 : La Moitié
- 2010: Route 132 :Un pompier non crédité au générique
- 2017 : Crème de menthe : Jason

### Télévision
- 2005 : Les Invincibles
- 2005 : Cover Girl : fleuriste livreur
- 2006 : Les Bougon, c'est aussi ça la vie! (série télévisée, épisode Arts et Laites) : l'acteur
- 2007 : Pure laine (série télévisée, saison 2)
- 2007 : Minuit, le soir (épisode 3 dirigé par Podz)
- 2008-2009 : Stan et ses stars (saisons 1 et 2) : Kevin, le baveux
- 2009 : Miss Météo (saison 2)
- 2009 : Tactik (série télévisée jeunesse, saison 2)
- 2011-2013 : 19-2 (série télévisée, 20 épisodes) : Vince Légaré
- 2016 : Mirador : Mathieu Leduc
- 2016 : Les Pays d'en haut (série télévisée) : Joseph Benjamin Ducresson
- 2017 : Faits divers (série télévisée) : Antoine Chevrier-Marceau
- 2023 : L'Île des défis extrêmes (2023) : Zakari/Zack
- 2024 : Hazbin Hotel : Adam (voix parlée)

## Théâtre
- GoGo Show (musicale)
- Hansel et Gretel (enfant)
- À la recherche de Choco-City (enfant)
- Les Misérables, (musicale) Grantaire/Javert
- Muguette Nucleaire (musicale), le narrateur
- Antigone, garde de creon
- Pour mon Homme, François
- Terminnus Solitude, Pep.
- Excentri City (musicale), Grégoire
- N.R.K., Marc
- Quelques États Américains, Boby & Homme d'affaires
- Peace et Revolution, les années 70, personnages variés
- L’Incroyable Aventure de Ti-Pôlin, Ti-Pôlin
- Orphée aux Enfers (opérette), personnages variés
- Scène de vie à la Campagne, Astrov, Lvov, Dorn, Salionni
- L'Enfer est à notre Portée, B& Clov
- Novatlantide, le ministre
- Medee Kali, les hommes, les hommes

## Chant
- 12 Chauds canadiens français en ville
- 12 Chauds canadiens français sur la route
- 12 Chauds canadiens français dans l'chant
- Génétiquement humain
- Lost Tostitos, groupe de chansonniers